# Javier Mascherano
Javier Alejandro Mascherano (San Lorenzo, Santa Fe, 8 de junio de 1984) es un exfutbolista y entrenador argentino que jugaba como mediocampista central o defensa central. Jugó la mayor parte de su carrera en el F. C. Barcelona, donde permaneció durante 7 temporadas y media, desde 2010 hasta 2018. También fue internacional absoluto con la selección argentina desde 2003 hasta 2018, y su capitán desde 2008 hasta 2011. Su último equipo fue Estudiantes de La Plata. Actualmente es entrenador del Inter de Miami de la MLS.
Entre los máximos galardones obtenidos en su carrera se destacan, a nivel de selección, un Sudamericano Sub-20, un Preolímpico Sudamericano, dos medallas olímpicas de oro —en Atenas 2004 y Pekín 2008— y el subcampeonato en la Copa Mundial de 2014. A nivel clubes ha ganado un Torneo Clausura con River Plate, un Campeonato Brasileirão con el Corinthians y diecinueve títulos con el F. C. Barcelona: cinco Ligas de España, cinco Copas del Rey, tres Supercopas de España, dos Ligas de Campeones de la UEFA, dos Supercopas de Europa y dos Mundiales de Clubes.

## Carrera como jugador

### Comienzos
Nació en San Lorenzo, localidad ubicada en la provincia de Santa Fe. En sus inicios, se desempeñó en dos clubes de su ciudad, Cerámica San Lorenzo y Barrio Vila, hasta que fue descubierto por el exfutbolista Jorge Solari en uno de los potreros de su barrio natal. A Solari le habían informado que había un joven de catorce años con potencial, y al comprobarlo, lo incorporó al club de Rosario que había fundado, llamado Renato Cesarini, distinguido como una «escuela de fútbol» de formación y enseñanza excelsa. Durante este tiempo, resaltaba como un jugador que llegaba al arco y era tranquilo; por dichos atributos, Hugo Tocalli (quien era por entonces seleccionador de los juveniles argentinos) le presentó una prueba y lo convocó para la selección argentina juvenil, donde formó parte de las diversas categorías a lo largo de los años.

### River Plate
Paralelamente, emigró a Buenos Aires debido a su ingreso en las categorías juveniles del Club Atlético River Plate y, al igual que en la selección juvenil, llamaría la atención por su desempeño; tanto como para que el club neerlandés Ajax de Ámsterdam le ofreciera emigrar a dicho país para incorporarse a la institución. Sin embargo, Mascherano desistió esta oferta.
Se consagró campeón con la séptima división y mientras disfrutaba del título, se aprestó a debutar en la selección argentina absoluta, en un partido amistoso ante Uruguay, la noche de la inauguración del estadio Ciudad de La Plata. En un caso inédito, posteriormente debutó en la Primera División de Argentina el 3 de agosto de 2003, en el partido en el que River Plate venció 2 a 1 a Nueva Chicago.
En total, jugó más de cincuenta partidos en esta institución, llegando a disputar la final de la Copa Sudamericana en 2003, para la cual debió viajar especialmente a pedido del técnico Manuel Pellegrini, dado que se encontraba disputando el Mundial Sub-20 que se desarrolló en los Emiratos Árabes y se proclamó campeón del Torneo Clausura en 2004. Tuvo la oportunidad de disputar la Copa Libertadores de América en 2004 y 2005, marcando en este último año y en ocasión de desarrollarse dicha competición, su primer gol oficial ante Centro Deportivo Olmedo.
Su último partido oficial fue el 3 de julio de 2005, cuando el equipo millonario venció de local a Huracán de Tres Arroyos con un resultado de 1 a 0. Este encuentro culminó con una ovación para Mascherano, demostrando el respeto y la admiración que cosechó a lo largo de su formación como profesional desde los juveniles del club. En relación con su despedida y a la importancia de River Plate en su vida, Mascherano dijo:

En mi último partido en River había banderas, la gente me cantó, los últimos quince minutos fueron tremendos (...) Un año después volví al Monumental con Corinthians, me echaron y la gente no paraba de aplaudirme (...) River es muy especial para mí, tengo un cariño especial por el club, viví ahí, estudié ahí (...) River fue formativo. Es mi club. Antes de retirarme volveré a river.

### Corinthians
Su rendimiento en River produjo que varios clubes europeos mostraran interés en ficharlo, aunque finalmente fue el club brasileño Corinthians quien lo hizo; presentando al jugador oficialmente el 7 de julio de 2005, luego de abonar por su pase 15 millones de dólares. A pesar de llegar con las máximas expectativas, en Brasil experimentó uno de los momentos más difíciles de su carrera. A poco de haber recalado en el club paulista, sufrió una fractura por estrés en el navicular del pie izquierdo, mientras disputaba un partido frente a Internacional de Porto Alegre, por el Brasileirão. Dicha lesión lo obligó a ser intervenido quirúrgicamente y lo mantuvo alejado del terreno de juego por casi siete meses. En este sentido, posteriormente Mascherano  reconoció que esta situación le sirvió para comprender que debía descansar luego de la exigencia que le había requerido ser parte de la selección (tanto en juveniles como con la absoluta) y de su club a lo largo de los años e ininterrumpidamente en cada competición, algo que le trajo éstos inconvenientes físicos.
En cuanto a títulos, con el timão conquistó un Campeonato Brasileño de Fútbol. Posteriormente, la situación empezó a tensionarse cuando los resultados comenzaron a ser desalentadores en el siguiente campeonato y cuando asumió a la dirección técnica del equipo Emerson Leao, quien era famoso por su rivalidad con los futbolistas argentinos. El punto más crítico se materializó cuando el entrenador brasileño le negó a Mascherano (junto con el también argentino y jugador por aquel entonces del Corinthians, Carlos Tévez) la autorización para disputar con su selección un partido amistoso contra Brasil en Londres, con el argumento de que necesitaba a toda su plantilla para superar el difícil momento que vivía el club en la liga nacional. Esta y otras fricciones se volvieron irreversibles para el jugador, que junto con Tévez, tomó la decisión de buscar un nuevo destino futbolístico.

### West Ham United

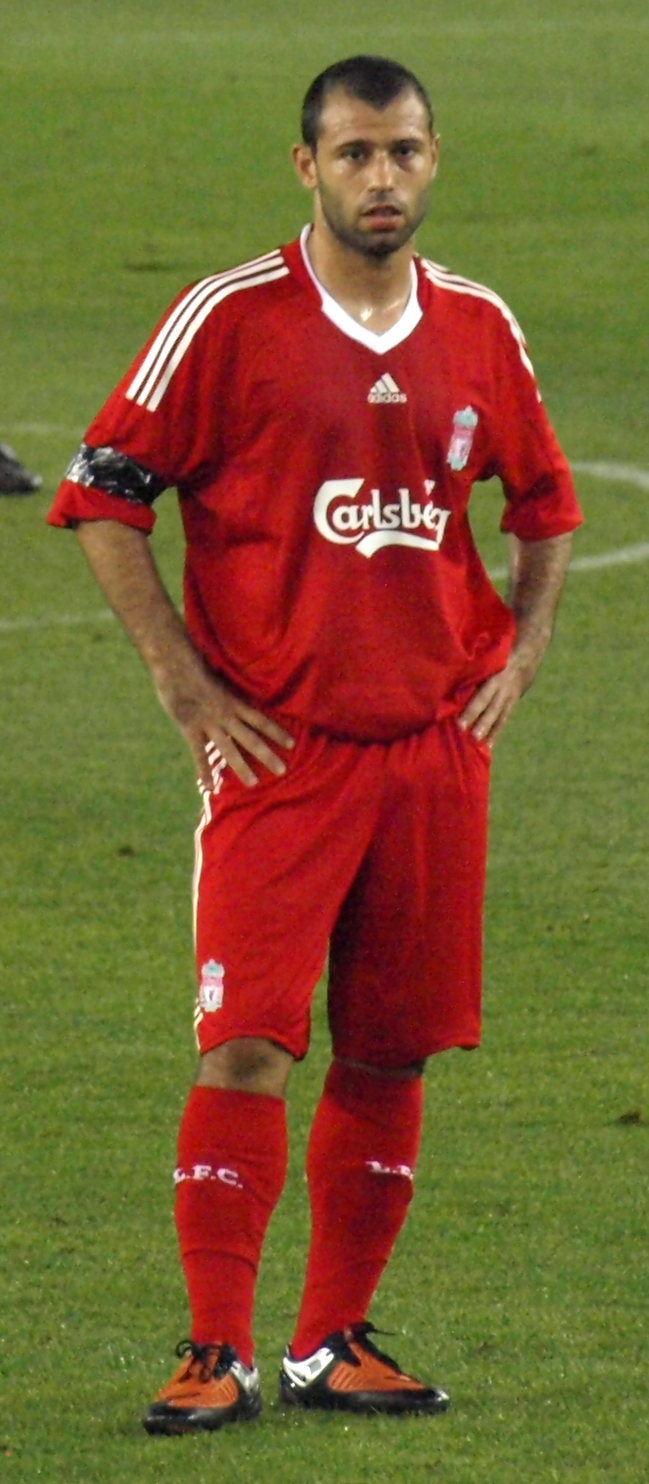
Mascherano en 2009.

Luego de varios rumores, emigró a Europa el 30 de agosto de 2006, al ser traspasado al West Ham United inglés en una operación conjunta con su compatriota Carlos Tévez, por una suma mayor a los cincuenta millones de dólares y que trajo consigo varias controversias. Futbolísticamente, esta transferencia no fue positiva a posteriori en tanto y en cuanto solo participó de cinco encuentros con los hammers, de los cuales sólo en tres fue titular.
Como era de esperarse, su desempeño no logró colmar sus expectativas, y, dado que no era tenido en cuenta por parte de los entrenadores, Mascherano dio cuenta de su imperioso deseo de abandonar dicha entidad en la cual, finalmente, solo permaneció seis meses.

### Liverpool
A fines de 2006, Liverpool Football Club manifestó su intención de contratar a Mascherano, algo difícil en un primer momento dado que la reglamentación de la FIFA prohíbe la participación de un jugador en tres equipos en una misma temporada y Javier ya había jugado en el Corinthians y el West Ham United; lo que obligó al equipo de Anfield a realizar varias gestiones al respecto, incluido un pedido ante la FIFA para poder disponer de sus servicios. El 31 de enero de 2007, la FIFA le otorgó el permiso luego de considerar las coincidencias en las temporadas del fútbol sudamericano y europeo. Posteriormente, el Liverpool debió esperar el visto bueno por parte de la Premier League, que finalmente fue otorgado. Superadas estas cuestiones, debutó oficialmente ante el Sheffield United el 24 de febrero de 2007. A finales de febrero de 2008, firmó un contrato permanente con Liverpool hasta 2012, luego de que este club pagara la opción de compra que habría ascendido a los 35 millones de dólares.
En el club inglés se convirtió en titular indiscutible desde un principio de la mano del entrenador Rafa Benítez, jugando de manera ininterrumpida por tres temporadas, rindiendo de buena manera y llegando incluso a disputar la final de la Liga de Campeones de la UEFA de 2007, ante el A. C. Milan en la que su equipo finalmente cayó por un marcador de 2 a 1.

### F. C. Barcelona
Con el correr de los años, el cambio de entrenador, la rotación de compañeros y la ausencia de títulos, Mascherano expresó su deseo de cambiar de club, aún a sabiendas de que ocupaba una posición de privilegio en el equipo; algo que se concretó efectivamente el 27 de agosto de 2010, cuando el Liverpool (tras intentar retenerlo sin éxito) acordó el traspaso del jugador al F. C. Barcelona por la cantidad de 24 millones de euros. Las condiciones consensuadas incluyeron además, un contrato por las cuatro próximas temporadas, cobrando 5,5 millones de euros al año.

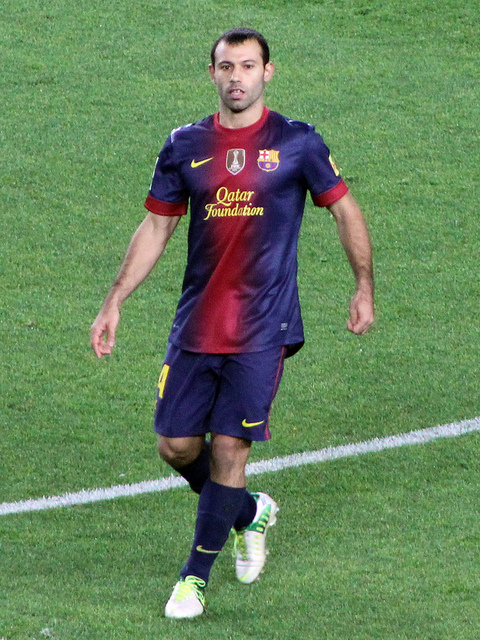
Mascherano con la camiseta del Barcelona.

En su presentación, destacó por su modestia: dijo que llegaba para aprender y a sumar a un gran equipo, lo que supuso un reto para él. Ello no impidió que, en el tramo final de la temporada 2010-11, tuviera un papel fundamental en el equipo catalán, supliendo con solvencia las bajas de algunos compañeros, como Carles Puyol y Éric Abidal. Es así que su desempeño en el club catalán le suscitó permanentes elogios por parte de su entrenador, Pep Guardiola, que aclaró: «Mascherano es un fichaje espectacular. Para un equipo como el Barcelona no tiene precio tenerlo. Es un acierto». Igualmente, la prensa también le dedicó halagos.
En la práctica, Mascherano logró en su primera temporada una Liga española y una Liga de Campeones de la UEFA; esta última tras vencer en la final al Manchester United por tres tantos contra uno.
De igual manera, el comienzo de la temporada 2011-2012 continuó desarrollándose de manera auspiciosa, ya que siendo titular, conquistó con el Fútbol Club Barcelona la Supercopa de España luego de ganarle 3 a 2 al Real Madrid. Posteriormente, también fue parte de la formación que ganó la Supercopa de Europa, tras vencer al Fútbol Club Oporto 2 a 0 en el estadio Luis II ubicado en el Principado de Mónaco. Mascherano se convirtió rápidamente en uno de los pilares defensivos del equipo, ganándose la titularidad del considerado «mejor equipo del mundo».
Siguiendo con los éxitos, durante el cierre de la primera parte de la temporada 2011-2012, el Barça triunfó en Japón luego de vencer por 4 a 0 al Santos F. C. del Brasil; victoria con la cual Mascherano obtuvo un nuevo título, el Mundial de Clubes de la FIFA. El futbolista argentino siguió completando meritorios partidos como defensa central, hasta el punto en que Guardiola afirmó: «A Mascherano no lo cambiaría jamás. Me parece el mejor fichaje del Barcelona en los últimos años. Es único».
El 26 de julio de 2012 se hizo oficial su renovación con el club catalán hasta junio de 2016. Su tercera temporada en el club azulgrana conquistó su tercera Liga. El 7 de junio de 2014, Mascherano firmó una extensión de contrato con el club catalán hasta 2018 y mantuvo su cláusula de rescisión en cien millones de euros. Cada vez más afianzado en la institución blaugrana, fue 2015 es elegido por sus compañeros como cuarto capitán del equipo. Al terminar la temporada 2015-16, en la que el Barcelona revalidó los títulos de Liga y Copa del Rey, y tras muchos rumores sobre su posible marcha del club, finalmente el 27 de julio se anuncia su renovación por tres temporadas más, hasta 2019.
El 26 de abril del 2017 marca su primer gol con la camiseta blaugrana después de 319 partidos. Lo haría de tiro penal en la goleada por 7 a 1 sobre el Osasuna.
Mascherano forma parte de los cinco extranjeros que más partidos han jugado en la historia del Barcelona, junto con Lionel Messi, Daniel Alves, Phillip Cocu y Ronald Koeman.
El 24 de enero el Barça le dedicó una rueda de prensa y posó con sus 18 trofeos conseguidos en ocho temporadas. El 25 de enero de 2018 recibió un homenaje del club en el Camp Nou, el capitán Andrés Iniesta le dio una placa con su camiseta.

### Hebei China Fortune
El 26 de enero de 2018, es traspasado al Hebei China Fortune de China por un monto de 10 millones de euros, donde jugó 51 partidos y solamente convirtió un solo gol.

### Estudiantes de L. P.
En noviembre de 2019, se anunció en los medios que Mascherano podría volver al fútbol argentino y el equipo al que habría elegido para volver era Estudiantes de La Plata, que pocos días antes había reinaugurado su estadio. A pesar de que se esperaba que volviera el club con el que debutó en primera división, el Club Atlético River Plate, el club no demostró interés en él. También había recibido una oferta del club Inter Miami de Estados Unidos, pero el jugador eligió terminar su carrera en Argentina. A sus 36 años, el 15 de noviembre de 2020 anunció su retiro del fútbol tras el partido en el que Estudiantes perdió 1 a 0 frente a Argentinos Juniors en La Plata.

## Selección nacional

### Selección argentina

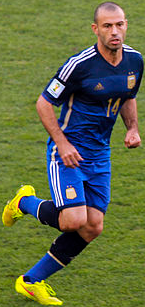
Mascherano en la Final de la Copa Mundial de Fútbol de 2014.

Es el segundo jugador con más presencias en el seleccionado, habiendo superado con su partido 143 a Javier Zanetti. pero fue superado por Lionel Messi en junio de 2021.
Desde su incipiente comienzo, Mascherano quedó marcado como un «Jugador de selección», formando parte de los Juveniles Argentinos en sus múltiples categorías: sub-15, sub-17 (con la que obtuvo un segundo puesto en el Sudamericano sub-17 de 2001 y consiguió un cuarto puesto en el Mundial de Trinidad y Tobago de 2001) y sub-20 (con la que se consagró campeón del Sudamericano Sub-20 de 2003 y obtuvo también un cuarto puesto en el Mundial de Emiratos Árabes Unidos de 2003). Participó también con los juveniles en el Torneo Esperanzas de Toulon y en 2002 viajó a la Copa Mundial de Fútbol de 2002 donde se desempeñó como sparring.
En casi todas estas competencias, a Mascherano le tocó ejercer como capitán por elección de sus respectivos compañeros y del cuerpo técnico; teniendo notables actuaciones y cumpliendo además, una singular estadística: en la práctica, había jugado hasta ese momento más partidos para la Selección Argentina que con la camiseta del que era su club, River Plate.
Finalmente, su debut como internacional en la selección mayor se produjo a sus diecinueve años, el 16 de julio de 2003, en el empate a dos goles contra Uruguay en La Plata, con motivo de la inauguración del Estadio Único de La Plata y de la mano de Marcelo Bielsa. Un mes y medio después, debutó en River Plate de la mano de Manuel Pellegrini. Su caso constituye uno de los pocos en que un jugador debutó primeramente en una selección mayor antes de hacerlo en un club. Al respecto, Mascherano daba cuenta de que, si bien era el más joven en aquel momento, eso no le interesaba, dado que lo importante era sentirse útil y «dejar dentro de la cancha la vida por la selección». Su desempeño y conducta en la albiceleste le valieron grandes elogios:

Mascherano es el ejemplo a seguir (...) ojalá todos los jugadores tengan ese amor a la camiseta de la Selección.
Diego Armando Maradona. TyC Sports, octubre de 2008.

[Mascherano] Es un futbolista de excepción, un emblema argentino para la gente por todo lo que ha conseguido con juventud y esfuerzo. Un chico que siempre tiene el equipo en su cabeza (...) Que conoce su parte y el todo.
 César Luis Menotti. Diario El Mundo, noviembre de 2008.

En enero de 2004 se consagró campeón con la selección argentina del Preolímpico Sudamericano Sub-23 disputado en Chile, siendo el capitán del equipo y en los años posteriores consigue alzarse en dos oportunidades con la medalla de oro olímpica, en los Juegos Olímpicos de Atenas 2004 y en los Juegos Olímpicos de Pekín 2008, respectivamente. Logró dos subcampeonatos en la Copa América, en la edición de 2004 (donde fue titular con tan solo veinte años y uno de los mejores jugadores del torneo) y en la de 2007, convirtiendo en esta última dos goles ante Paraguay y Perú.
Mascherano fue una constante en las convocatorias de su selección más allá de los diversos directores técnicos que estuvieron al frente del combinado albiceleste: en 2006 fue convocado por José Pékerman para formar parte del plantel argentino que viajó a disputar la Copa Mundial de Fútbol de 2006 donde fue titular en todos los partidos. En esta competencia, Argentina cayó por penales ante Alemania en ocasión de disputarse los cuartos de final del torneo. En el siguiente proceso de selección llega a su punto más fuerte como referente cuando en 2008, el (en ese momento) técnico de la selección, Diego Maradona, lo designó como capitán (incluso por encima de jugadores como Javier Zanetti) y el 19 de mayo de 2010 lo confirmó como parte integrante de la lista de jugadores que participaron en la Copa Mundial de Fútbol de 2010.
En esta competición, jugó un gran partido ante Nigeria donde la Argentina triunfó por 1 a 0 con gol de Gabriel Heinze. Luego formó parte del once titular en la victoria de la selección albiceleste por 4 a 1 ante Corea del Sur. Mascherano fue amonestado en este partido, no participando así en la victoria de Argentina por 2 a 0 sobre Grecia, ya que Maradona lo preservó para siguientes partidos. En octavos de final, participó en la victoria de Argentina por 3 a 1 sobre México y en cuartos de final en la derrota con Alemania 0 a 4 que produjo la eliminación del equipo albiceleste de dicho Mundial.
Posteriormente (luego de una etapa de interinato) asumió Sergio Batista como entrenador de la selección, iniciando un nuevo proceso en el cual confirma a Mascherano como referente. No obstante, esta etapa no terminó siendo fructífera en cuanto a resultados y rendimiento, lo que produjo el despido repentino de Batista y la asignación de un nuevo seleccionador, Alejandro Sabella, a fin de enfrentar las eliminatorias en vísperas a la Copa Mundial de Fútbol de 2014.
Participó en los mundiales de Alemania 2006, Sudáfrica 2010, en Brasil 2014 y en Rusia 2018 teniendo como mejor resultado en Brasil, quedando subcampeón del torneo. El 30 de junio de 2018, anunció su retiro de la selección tras quedar eliminados en octavos de final contra Francia.

### Participaciones en Copas del Mundo
| Mundial                  | Sede              | Resultado        | Partidos | Goles |
| ------------------------ | ----------------- | ---------------- | -------- | ----- |
| Copa Mundial Sub-17 2001 | Trinidad y Tobago | Cuarto puesto    | 6        | 0     |
| Copa Mundial Sub-20 2003 | EAU               | Cuarto puesto    | 6        | 1     |
| Copa Mundial 2006        | Alemania          | Cuartos de final | 5        | 0     |
| Copa Mundial 2010        | Sudáfrica         | Cuartos de final | 4        | 0     |
| Copa Mundial 2014        | Brasil            | Subcampeón       | 7        | 0     |
| Copa Mundial 2018        | Rusia             | Octavos de final | 4        | 0     |

### Participaciones en Copas América
| Copa                        | Sede           | Resultado        | Partidos | Goles |
| --------------------------- | -------------- | ---------------- | -------- | ----- |
| Sudamericano Sub-17 de 2001 | Perú           | Subcampeón       | 0        | 0     |
| Sudamericano Sub-20 de 2003 | Uruguay        | Campeón          | 8        | 0     |
| Copa América 2004           | Perú           | Subcampeón       | 5        | 0     |
| Copa América 2007           | Venezuela      | Subcampeón       | 6        | 2     |
| Copa América 2011           | Argentina      | Cuartos de final | 4        | 0     |
| Copa América 2015           | Chile          | Subcampeón       | 6        | 0     |
| Copa América Centenario     | Estados Unidos | Subcampeón       | 5        | 0     |

### Participaciones en Juegos Olímpicos
| Torneo                          | Sede   | Resultado      | Partidos | Goles |
| ------------------------------- | ------ | -------------- | -------- | ----- |
| Juegos Olímpicos de Atenas 2004 | Atenas | Medalla de Oro | 6        | 0     |
| Juegos Olímpicos de Pekín 2008  | Pekín  | Medalla de Oro | 6        | 0     |

## Carrera como entrenador

### Argentina
En diciembre de 2021, Mascherano fue nombrado entrenador de la selección sub-20 de Argentina, asumiendo el mando del equipo a principios de enero.En marzo de 2023, debido a la pésima actuación de la Albiceleste en el Sudamericano Sub-20 expresó su intención de renunciar, pero terminó arrepintiéndose.
A partir del 1 de julio de 2023, se hizo cargo de la selección sub-23 con el objetivo de clasificar a los Juegos Olímpicos de París 2024. Su equipo terminó segundo en el torneo preolímpico de 2024 y por tanto se clasificó a la competencia, donde quedó eliminado en los cuartos de final ante Francia.

### Inter de Miami
El 26 de noviembre de 2024, dejó su cargo en el seleccionado argentino para asumir al frente del Inter de Miami y firmó un contrato hasta diciembre del 2027.

## Estadísticas

### Clubes
Actualizado al último partido jugado el 15 de noviembre de 2020.
| C. A. River Plate Argentina | 2003-04       | 21  | 0  | -  | -  | 14  | 0   | 35  | 0 |
| C. A. River Plate Argentina | 2004-05       | 25  | 0  | -  | -  | 12  | 1   | 37  | 1 |
| C. A. River Plate Argentina | Total club    | 46  | 0  | -  | -  | 26  | 1   | 72  | 1 |
| S. C. Corinthians · Brasil |               |     |    |    |    |     |     |     |   |
| 2005 | 8             | 0   | -  | -  | -  | -   | 8   | 0   |   |
| 2006 | 18            | 0   | -  | -  | 5  | 0   | 23  | 0   |   |
| Total club | 26            | 0   | -  | -  | 5  | 0   | 31  | 0   |   |
| West Ham United F. C. Inglaterra |               |     |    |    |    |     |     |     |   |
| 2006-07 | 5             | 0   | -  | -  | 2  | 0   | 7   | 0   |   |
| Total club | 5             | 0   | -  | -  | 2  | 0   | 7   | 0   |   |
| Liverpool F. C. Inglaterra |               |     |    |    |    |     |     |     |   |
| 2006-07 | 7             | 0   | -  | -  | 4  | 0   | 11  | 0   |   |
| 2007-08 | 25            | 1   | 3  | 0  | 13 | 0   | 41  | 1   |   |
| 2008-09 | 27            | 0   | 3  | 0  | 8  | 0   | 38  | 0   |   |
| 2009-10 | 34            | 0   | 1  | 0  | 13 | 2   | 48  | 1   |   |
| 2010-11 | 1             | 0   | -  | -  | -  | -   | 1   | 0   |   |
| Total club | 94            | 1   | 7  | 0  | 38 | 2   | 139 | 2   |   |
| F. C. Barcelona · España |               |     |    |    |    |     |     |     |   |
| 2010-11 | 27            | 0   | 7  | 0  | 11 | 0   | 45  | 0   |   |
| 2011-12 | 31            | 0   | 8  | 0  | 13 | 0   | 52  | 0   |   |
| 2012-13 | 25            | 0   | 8  | 0  | 8  | 0   | 41  | 0   |   |
| 2013-14 | 28            | 0   | 9  | 0  | 9  | 0   | 46  | 0   |   |
| 2014-15 | 28            | 0   | 7  | 0  | 12 | 0   | 47  | 0   |   |
| 2015-16 | 32            | 0   | 8  | 0  | 11 | 0   | 51  | 0   |   |
| 2016-17 | 25            | 1   | 7  | 0  | 8  | 0   | 40  | 1   |   |
| 2017-18 | 7             | 0   | 3  | 0  | 2  | 0   | 12  | 0   |   |
| Total club | 202           | 1   | 57 | 0  | 74 | 0   | 333 | 1   |   |
| Hebei China Fortune China |               |     |    |    |    |     |     |     |   |
| 2018 | 26            | 0   | 1  | 1  | -  | -   | 27  | 1   |   |
| 2019 | 24            | 0   | -  | -  | -  | -   | 24  | 0   |   |
| Total club | 50            | 0   | 1  | 1  | 0  | 0   | 51  | 1   |   |
| Estudiantes de La Plata Argentina | 2019-20       | 7   | 0  | 1  | 0  | -   | -   | 8   | 0 |
| Estudiantes de La Plata Argentina | 2020          | 0   | 0  | 3  | 0  | -   | -   | 3   | 0 |
| Estudiantes de La Plata Argentina | Total club    | 7   | 0  | 4  | 0  | -   | -   | 11  | 0 |
| Total carrera | Total carrera | 430 | 2  | 70 | 1  | 145 | 2   | 644 | 5 |
| (1) Incluye datos de FA Cup, Copa de la Liga de Inglaterra, Copa del Rey, Supercopa de España, Copa FA de China, Copa Argentina y Copa Diego Armando Maradona. (2) Incluye datos de Copa Sudamericana, Copa Libertadores, UEFA Champions League, UEFA Europa League, Supercopa de Europa, Mundial de Clubes. |               |     |    |    |    |     |     |     |   |

### Selección
| Selección | Temporada     | Amistosos | Amistosos | Amistosos | Sudamérica(1) | Sudamérica(1) | Sudamérica(1) | Mundial(2) | Mundial(2) | Mundial(2) | Total | Total | Total  | Media goleadora |
| Selección | Temporada     | Part.     | Goles     | Asist.    | Part.         | Goles         | Asist.        | Part.      | Goles      | Asist.     | Part. | Goles | Asist. | Media goleadora |
| --- | ------------- | --------- | --------- | --------- | ------------- | ------------- | ------------- | ---------- | ---------- | ---------- | ----- | ----- | ------ | --------------- |
| Sub-17 Argentina | 2001          | —         | —         | —         | —             | —             | —             | 6          | 0          | 0          | 6     | 0     | 0      | 0,00            |
| Sub-17 Argentina | Total         | 0         | 0         | 0         | 0             | 0             | 0             | 6          | 0          | 0          | 6     | 0     | 0      | 0,00            |
| Sub-20 Argentina | 2003          | 8         | 0         | 0         | 8             | 0             | 0             | 6          | 1          | 0          | 22    | 1     | 0      | 0,04            |
| Sub-20 Argentina | Total         | 8         | 0         | 0         | 8             | 0             | 0             | 6          | 1          | 0          | 22    | 1     | 0      | 0,04            |
| Olímpica Argentina | 2004          | —         | —         | —         | 6             | 1             | 0             | 6          | 0          | 0          | 12    | 1     | 0      | 0,08            |
| Olímpica Argentina | 2008          | —         | —         | —         | —             | —             | —             | 6          | 0          | 0          | 6     | 0     | 0      | 0,00            |
| Olímpica Argentina | Total         | 0         | 0         | 0         | 6             | 1             | 0             | 12         | 0          | 0          | 18    | 1     | 0      | 0,05            |
| Absoluta Argentina | 2003          | 1         | 0         | 0         | —             | —             | —             | —          | —          | —          | 1     | 0     | 0      | 0,00            |
| Absoluta Argentina | 2004          | —         | —         | —         | 9             | 0             | 0             | —          | —          | —          | 9     | 0     | 0      | 0,00            |
| Absoluta Argentina | 2005          | 1         | 0         | 0         | 2             | 0             | 0             | —          | —          | —          | 3     | 0     | 0      | 0,00            |
| Absoluta Argentina | 2006          | 3         | 0         | 0         | —             | —             | —             | 5          | 0          | 0          | 8     | 0     | 0      | 0,00            |
| Absoluta Argentina | 2007          | 4         | 0         | 0         | 10            | 2             | 0             | —          | —          | —          | 14    | 2     | 0      | 0,14            |
| Absoluta Argentina | 2008          | 4         | 0         | 0         | 5             | 0             | 0             | —          | —          | —          | 9     | 0     | 0      | 0,00            |
| Absoluta Argentina | 2009          | 3         | 0         | 0         | 7             | 0             | 0             | —          | —          | —          | 10    | 0     | 0      | 0,00            |
| Absoluta Argentina | 2010          | 6         | 0         | 0         | —             | —             | —             | 4          | 0          | 0          | 10    | 0     | 0      | 0,00            |
| Absoluta Argentina | 2011          | 6         | 0         | 0         | 7             | 0             | 0             | —          | —          | —          | 13    | 0     | 0      | 0,00            |
| Absoluta Argentina | 2012          | 4         | 0         | 0         | 4             | 0             | 0             | —          | —          | —          | 8     | 0     | 0      | 0,00            |
| Absoluta Argentina | 2013          | 5         | 0         | 0         | 4             | 0             | 0             | —          | —          | —          | 9     | 0     | 0      | 0,00            |
| Absoluta Argentina | 2014          | 8         | 1         | 1         | —             | —             | —             | 7          | 0          | 0          | 15    | 1     | 1      | 0,06            |
| Absoluta Argentina | 2015          | 2         | 0         | 0         | 10            | 0             | 0             | —          | —          | —          | 12    | 0     | 0      | 0,00            |
| Absoluta Argentina | 2016          | 1         | 0         | 0         | 12            | 0             | 0             | —          | —          | —          | 13    | 0     | 0      | 0,00            |
| Absoluta Argentina | 2017          | 2         | 0         | 0         | 4             | 0             | 0             | —          | —          | —          | 6     | 0     | 0      | 0,00            |
| Absoluta Argentina | 2018          | 3         | 0         | 0         | —             | —             | —             | 4          | 0          | 0          | 7     | 0     | 0      | 0,00            |
| Absoluta Argentina | Total         | 53        | 1         | 1         | 74            | 2             | 0             | 20         | 0          | 0          | 147   | 3     | 1      | 0,02            |
| Total carrera | Total carrera | 61        | 1         | 1         | 88            | 3             | 0             | 44         | 1          | 0          | 193   | 5     | 1      | 0,02            |
| (1) Incluye los partidos del Sudamericano Sub-20 (2003); Torneo Preolímpico (2004); Copa América / Clasificatorias Sudamericanas (2004-17). (2) Incluye los partidos de los Juegos Olímpicos (2004-08). |               |           |           |           |               |               |               |            |            |            |       |       |        |                 |

### Resumen estadístico
Actualizado al último partido jugado el 20 de agosto de 2017.
| Clubes                | Argentina | Argentina | Argentina | Brasil   | Brasil   | Brasil   | Inglaterra | Inglaterra | Inglaterra | España | España | España | Total | Total | Total |
| Clubes                | Part.     | Goles     | Asist     | Part.    | Goles    | Asist    | Part.      | Goles      | Asist      | Part.  | Goles  | Asist  | Part. | Goles | Asist |
| --------------------- | --------- | --------- | --------- | -------- | -------- | -------- | ---------- | ---------- | ---------- | ------ | ------ | ------ | ----- | ----- | ----- |
| Liga                  | 46        | 0         | 0         | 26       | 0        | 0        | 99         | 1          | 7          | 202    | 1      | 3      | 373   | 2     | 10    |
| Copas nacionales      | 0         | 0         | 0         | 0        | 0        | 0        | 7          | 0          | 1          | 57     | 0      | 4      | 64    | 0     | 5     |
| Copas internacionales | 25        | 1         | 0         | 0        | 0        | 0        | 40         | 1          | 2          | 74     | 0      | 1      | 139   | 2     | 3     |
| Total                 | 71        | 1         | 0         | 26       | 0        | 0        | 146        | 2          | 10         | 333    | 1      | 8      | 570   | 4     | 18    |
| Selecciones           | Absoluta  | Absoluta  | Absoluta  | Olímpica | Olímpica | Olímpica | Sub-20     | Sub-20     | Sub-20     | Sub-17 | Sub-17 | Sub-17 | Total | Total | Total |
| Selecciones           | Part.     | Goles     | Asist     | Part.    | Goles    | Asist    | Part.      | Goles      | Asist      | Part.  | Goles  | Asist  | Part. | Goles | Asist |
| América               | 72        | 2         | 0         | 6        | 1        | 0        | 8          | 0          | 0          | 0      | 0      | 0      | 86    | 3     | 0     |
| Mundiales             | 20        | 0         | 0         | 12       | 0        | 0        | 6          | 1          | 0          | 6      | 0      | 0      | 44    | 1     | 0     |
| Amistosos             | 48        | 1         | 0         | 0        | 0        | 0        | 8          | 0          | 0          | 0      | 0      | 0      | 56    | 1     | 0     |
| Total                 | 136       | 3         | 0         | 18       | 2        | 0        | 22         | 1          | 0          | 6      | 0      | 0      | 186   | 5     | 0     |
| Total carrera         |           |           |           |          |          |          |            |            |            |        |        |        | 756   | 9     | 18    |

### Como entrenador

###### Clubes
| Equipo                        | Div.       | Temporada  | Liga | Liga | Liga | Liga | Liga |    | Copa | Copa | Copa | Copa |   | Internacional | Internacional | Internacional | Internacional | Internacional |   | Otros | Otros | Otros | Otros |   | Totales     | Totales | Totales | Totales | Totales | Totales | Totales | Totales |
| Equipo                        | Div.       | Temporada  | PD   | G    | E    | P    | Pos. | PD | G    | E    | P    | PD   | G | E             | P             | Pos.          | PD            | G             | E | P     | PD    | G     | E     | P | Rendimiento | GF      | GC      | Dif.    |         |         |         |         |
| ----------------------------- | ---------- | ---------- | ---- | ---- | ---- | ---- | ---- | -- | ---- | ---- | ---- | ---- | - | ------------- | ------------- | ------------- | ------------- | ------------- | - | ----- | ----- | ----- | ----- | - | ----------- | ------- | ------- | ------- | ------- | ------- | ------- | ------- |
| Inter de Miami Estados Unidos | 1.ª        | 2025       | 23   | 12   | 6    | 5    | -    | 0  | 0    | 0    | 0    | 11   | 7 | 1             | 3             | 1/2           | 4             | 1             | 2 | 1     | 38    | 20    | 9     | 9 | 60.52%      | 73      | 57      | +16     |         |         |         |         |
| Total club                    | Total club | Total club | 23   | 12   | 6    | 5    | -    | 0  | 0    | 0    | 0    | 11   | 7 | 1             | 3             | -             | 4             | 1             | 2 | 1     | 38    | 20    | 9     | 9 | 60.52%      | 73      | 57      | +16     |         |         |         |         |
| 1. 2. 3.                      |            |            |      |      |      |      |      |    |      |      |      |      |   |               |               |               |               |               |   |       |       |       |       |   |             |         |         |         |         |         |         |         |

##### Selección
| Argentina Sub-20    | 2022                | 7  | 4  | 0  | 3 | FG  | - | - | - | - | 5  | 4  | 1 | 0 | 1.º | 2  | 1  | 1 | 0 | 14 | 9  | 2  | 3  | 69.05% | 22  | 12  | +10 |
| Argentina Sub-20    | 2023                | -  | -  | -  | - | -   | 4 | 1 | 0 | 3 | 4  | 3  | 0 | 1 | 1/8 | 2  | 2  | 0 | 0 | 10 | 6  | 0  | 4  | 60%    | 19  | 10  | +9  |
| Argentina Sub-20    | 2024                | -  | -  | -  | - | -   | - | - | - | - | -  | -  | - | - | -   | 5  | 3  | 1 | 1 | 5  | 3  | 1  | 1  | 66.67% | 7   | 2   | +5  |
| Argentina Sub-20    | Total               | 7  | 4  | 0  | 3 | -   | 4 | 1 | 0 | 3 | 9  | 7  | 1 | 1 | -   | 9  | 6  | 2 | 1 | 29 | 18 | 3  | 8  | 65.52% | 48  | 24  | +24 |
| Argentina Sub-23    | 2023                | -  | -  | -  | - | -   | - | - | - | - | -  | -  | - | - | -   | 6  | 2  | 3 | 1 | 6  | 2  | 3  | 1  | 50%    | 8   | 6   | +2  |
| Argentina Sub-23    | 2024                | 7  | 3  | 4  | 0 | 2.º | - | - | - | - | 4  | 2  | 0 | 2 | 1/4 | 4  | 3  | 0 | 1 | 15 | 8  | 4  | 3  | 62.22% | 33  | 18  | +15 |
| Argentina Sub-23    | Total               | 7  | 3  | 4  | 0 | -   | - | - | - | - | 4  | 2  | 0 | 2 | -   | 10 | 5  | 3 | 2 | 21 | 10 | 7  | 4  | 58.73% | 41  | 24  | +17 |
| Total selecciones   | Total selecciones   | 14 | 7  | 4  | 3 | -   | 4 | 1 | 0 | 3 | 13 | 9  | 1 | 3 | -   | 19 | 11 | 5 | 3 | 50 | 28 | 10 | 12 | 62.67% | 89  | 48  | +41 |
| Total en su carrera | Total en su carrera | 37 | 19 | 10 | 8 | -   | 4 | 1 | 0 | 3 | 24 | 16 | 2 | 6 | -   | 23 | 12 | 7 | 4 | 88 | 48 | 19 | 21 | 61.75% | 162 | 105 | +57 |

#### Resumen estadístico
| Competición                      | Partidos | Ganados | Empatados | Perdidos | %      | Resultado        |
| Clubes                           | Clubes   | Clubes  | Clubes    | Clubes   | Clubes | Clubes           |
| -------------------------------- | -------- | ------- | --------- | -------- | ------ | ---------------- |
| MLS                              | 23       | 12      | 6         | 5        | 60.87% | En disputa       |
| MLS Cup                          | 0        | 0       | 0         | 0        | 0%     | En disputa       |
| US Open Cup                      | 0        | 0       | 0         | 0        | 0%     | En disputa       |
| Liga de Campeones de la Concacaf | 8        | 5       | 0         | 3        | 62.5%  | Semifinales      |
| Leagues Cup                      | 3        | 2       | 1         | 0        | 77.78% | En disputa       |
| Mundial de Clubes de la FIFA     | 4        | 1       | 2         | 1        | 41.67% | Octavos de final |
| Total clubes                     | 38       | 20      | 9         | 9        | 60.52% | Sin Títulos      |
| Selección                        |          |         |           |          |        |                  |
| Torneo Maurice Revello           | 4        | 3       | 0         | 1        | 75%    | Fase de grupos   |
| Juegos Odesur                    | 3        | 1       | 0         | 2        | 33.33% | Fase de grupos   |
| Preolímpico Sudamericano         | 7        | 3       | 4         | 0        | 61.91% | Subcampeón       |
| Campeonato Sudamericano          | 4        | 1       | 0         | 3        | 25%    | Fase de grupos   |
| Mundial Sub-20                   | 4        | 3       | 0         | 1        | 75%    | Octavos de final |
| Torneo Sub-20 Alcudia            | 5        | 4       | 1         | 0        | 86.67% | Campeón          |
| Juegos Olímpicos                 | 4        | 2       | 0         | 2        | 50%    | Cuartos de final |
| Amistosos                        | 19       | 11      | 5         | 3        | 66.66% | +11 PG           |
| Total selección                  | 50       | 28      | 10        | 12       | 62.67% | 1 Título         |
| Total en su carrera              | 88       | 48      | 19        | 21       | 61.75% | 1 Título         |

## Palmarés

### Como jugador

#### Títulos nacionales
| Título              | Club              | País      | Año  |
| ------------------- | ----------------- | --------- | ---- |
| Primera División    | C. A. River Plate | Argentina | 2004 |
| Brasileirão         | S. C. Corinthians | Brasil    | 2005 |
| Primera División    | F. C. Barcelona   | España    | 2011 |
| Supercopa de España | F. C. Barcelona   | España    | 2011 |
| Copa del Rey        | F. C. Barcelona   | España    | 2012 |
| Primera División    | F. C. Barcelona   | España    | 2013 |
| Supercopa de España | F. C. Barcelona   | España    | 2013 |
| Primera División    | F. C. Barcelona   | España    | 2015 |
| Copa del Rey        | F. C. Barcelona   | España    | 2015 |
| Primera División    | F. C. Barcelona   | España    | 2016 |
| Copa del Rey        | F. C. Barcelona   | España    | 2016 |
| Supercopa de España | F. C. Barcelona   | España    | 2016 |
| Copa del Rey        | F. C. Barcelona   | España    | 2017 |
| Copa del Rey        | F. C. Barcelona   | España    | 2018 |
| Primera División    | F. C. Barcelona   | España    | 2018 |

#### Títulos internacionales
| Título                   | Equipo (*)                      | Sede       | Año  |
| ------------------------ | ------------------------------- | ---------- | ---- |
| Sudamericano Sub-20      | Selección de Argentina sub-20   | Uruguay    | 2003 |
| Preolímpico Sudamericano | Selección de Argentina sub-23   | Chile      | 2004 |
| Juegos Olímpicos         | Selección olímpica de Argentina | Grecia     | 2004 |
| Juegos Olímpicos         | Selección olímpica de Argentina | China      | 2008 |
| Liga de Campeones        | F. C. Barcelona                 | Inglaterra | 2011 |
| Supercopa de Europa      | F. C. Barcelona                 | Mónaco     | 2011 |
| Copa Mundial de Clubes   | F. C. Barcelona                 | Japón      | 2011 |
| Liga de Campeones        | F. C. Barcelona                 | Alemania   | 2015 |
| Supercopa de Europa      | F. C. Barcelona                 | Georgia    | 2015 |
| Copa Mundial de Clubes   | F. C. Barcelona                 | Japón      | 2015 |

(*) Incluyendo la selección.

#### Distinciones individuales
| Distinción                                                                  | Año                    |
| --------------------------------------------------------------------------- | ---------------------- |
| Premio Clarín al mejor jugador del año                                      | 2004                   |
| Parte del Equipo Ideal de América                                           | 2004, 2005             |
| 2.º Mejor Futbolista del año en Sudamérica                                  | 2004                   |
| Incluido en el Once Ideal de la Jornada 4 de la Liga BBVA                   | 2013                   |
| Nombrado Hijo Predilecto de la ciudad de San Lorenzo                        | 2014                   |
| Nominado al FIFA Balón de Oro                                               | 2014                   |
| Nominado al FIFA/FIFPro World XI                                            | 2014, 2015, 2016, 2017 |
| Incluido en el Once Ideal de la Liga BBVA del Mes de diciembre              | 2014                   |
| Incluido en el Once Ideal de la Liga BBVA 2014-15 según Diario Marca        | 2015                   |
| Incluido en el equipo Ideal de la Liga de Campeones de la UEFA 2014-15      | 2015                   |
| Incluido en el Equipo Ideal de los cuartos de final de la Copa América 2015 | 2015                   |
| Incluido en el Equipo Ideal de la Copa América 2015                         | 2015                   |
| Nominado al FIFA Balón de Oro (14.º)                                        | 2015                   |
| Incluido en el Equipo Ideal de la Copa América 2016                         | 2016                   |
| Premio Konex - Fútbol en el Exterior                                        | 2020                   |
| Mención de Honor Diputado Juan Bautista Alberdi - Cámara de Diputados       | 2022                   |

### Como entrenador

#### Títulos internacionales
| Título               | Equipo                        | Sede       | Año  |
| -------------------- | ----------------------------- | ---------- | ---- |
| Torneo de la Alcudia | Selección de Argentina sub-20 | La Alcudia | 2022 |

## Fraude fiscal
En 2016 fue condenado a 1 año de cárcel por dos delitos de fraude fiscal en España. El jugador admitió haber evadido el pago de los impuestos relativos a sus derechos de imagen en 2010 y 2011. Además de la pena de cárcel, fue condenado a una multa. Finalmente, no ingresó en prisión al aplicarle la suspensión de la condena.

## Vida personal
Está casado con Fernanda Morello desde 2008. La pareja tiene dos hijas y un hijo: Lola (19 de julio de 2006), Alma (12 de julio de 2009) y Bruno (12 de abril de 2017). Además de la nacionalidad argentina, posee pasaporte italiano, por lo que no ocupaba plaza de extracomunitario como futbolista en la Unión Europea.